# Émilien de Nieuwerkerke
Alfred Émilien O'Hara de Nieuwerkerke, född den 16 april 1811 i Paris, död den 16 januari 1892 i Gattaiola nära Lucca, var en fransk greve och skulptör.
Nieuwerkerke, som började som dilettant, utförde 1845 en ryttarstaty av Vilhelm av Oranien (framför kungliga palatset i Haag), därefter en stod av Cartesius (i Haag och i Tours) och en av Napoleon I (i Lyon 1852) samt byster av Napoleon III och personer vid hans hov. 
Nieuwerkerke blev 1849 generaldirektör för nationalmuseerna, ledde 1863 omorganisationen av École des beaux-arts, blev 1864 senator och så vidare. Med kejsardömets fall förlorade Nieuwerkerke sina ämbeten och sitt inflytande.

## Utmärkelser
- Storofficer av Hederslegionen[7]
- Storkors av Leopoldorden
- Meschidie-orden
- Storkorset av Ekkronans orden
- Storkorset av Karl III:s orden
- Kommendör med stora korset av Vasaorden
- Storkors av Obefläckade avlelsens orden
- Järnkroneorden
- Storkorsriddare av Sankt Mauritius och Sankt Lazarusorden

[Redigera Wikidata]